# 強制移住
強制移住（きょうせいいじゅう）とは、住民がその居住地から強制的に移動させられること。

## 概説
人類学者の綾部恒雄は、移民と異なり、強制移住によって異郷へ送られ少数民族になったケースとして、英仏戦争の結果、カナダからルイジアナへ移住したフランス系ケージアン、第二次大戦中の日本統治下の朝鮮人、樺太やカザフ共和国における朝鮮人、対独協力をしたとしてウズベク共和国へ強制移住させられたメスヘティア・トルコ人やコーカサス・ボルガ河流域から強制移住させられたイスラム教徒などをあげている。
国連の国際機関である国際移住機関（IOM）では、戦争や迫害など政治的な理由により住民が強制的に故郷から立ち退かされるケースの他にも、天災や環境の変化により住民が移住を余儀なくされるケースをforced migration（強制移住）に分類している。
戦争や紛争の結果や、時の権力者から本来の居住地から強制的に住民が連れ去られる事例も歴史上多数ある。日本では奈良時代から東北・蝦夷地を対象とした移配や俘囚の制度があったことが知られている。
他にも、アメリカ合衆国政府による原住民（インディアン）の強制移住や、第二次世界大戦当時の日系人の強制収容などの事例がある。
1949年のジュネーブ条約の第4条約では占領権力が住民について当該地域から外地域への強制移送又は追放という形での強制移住をしてはならないと規定されている。例外として、住民の安全又は軍事上の理由のため必要とされる時かつ物的理由のためやむを得ない場合は住民の他地域への強制移住が認められているが、当該地区における敵対行為が終了した後は速やかに各自の家庭に送還されることが義務付けられている。

## 政治的理由による移住

### 大西洋奴隷貿易（黒人奴隷）
大西洋奴隷貿易は、15世紀にポルトガル人によって始められた。主に西アフリカの部族や奴隷商人などに捕らえられた人々がヨーロッパ人に売られ、1000万人前後がや南北アメリカ大陸に奴隷として送られた。ポルトガルは4世紀半の間に450万人の奴隷をアフリカから運び、イギリスは18世紀中だけでも250万人の奴隷移送に関わった。

#### 南米における黒人奴隷
アフリカからブラジルに送られた奴隷は全体の4割に達し（カリブ海地域向けも、ほぼ同じ割合）、北米に送られた5%に比べ遥かに多い。スペイン王室は、スペイン領との奴隷貿易に関して独占的請負制を導入した。その担い手はポルトガルに始まり、最終的にイギリスに移った:27。

#### カリブ海における黒人奴隷
カリブ海地域の国々では1492年のコロンブスらの到来以降、西欧列強の本格的な海外植民地として、アフリカなどから連れて来られた奴隷を使ったプランテーション経営が行われた。カリブ地域は他のラテンアメリカ地域とは異なり、原住民インディオ文化はほぼ完全に絶滅させられたか局所的に残るだけとなり、奴隷として連れて行かれた西・中央アフリカの黒人の子孫が社会の大多数を占め、アフリカ黒人系文化が重要な位置を占めるに至った。

#### 北米における黒人奴隷
北米のイギリス植民地では18世紀初頭までに奴隷法典が整備され、奴隷制度が広がった:21。イギリスは、王立アフリカ会社に植民地への奴隷貿易を独占させたが、やがてイギリス国旗を掲げる全ての船に権利を開放した:27。独立したアメリカ合衆国で公式に奴隷制度が廃止されたのは1865年である（アメリカ合衆国憲法修正第13条）。

### ケイジャン
英仏戦争の結果、フランス系カナダ人のケイジャンが、カナダからルイジアナへ移住した

### アメリカ原住民の強制移住
アメリカ合衆国政府は、1830年にインディアン移住法を制定し、抵抗の意思を放棄した原住民（インディアン）をその本拠地からミシシッピ川以西へと移住させた。この困難な旅路の中で大勢の原住民が命を落とした。チェロキー族のケース（1838年-1839年）では、1万5, 6千人のうち3-4千人が旅の途中で死亡したと言われる。世に言う「涙の道」である。
1860年代には、アメリカ陸軍の発案により、ナバホ族が彼らの本拠地から数百マイル離れた土地に徒歩で移住させられた。ナバホ族は1868年にアメリカ政府と条約を結び、故郷への帰還が叶うが、このロング・ウォーク・オブ・ナバホ（ナバホ族の長旅）でも大勢の犠牲者が出た。

### ソ連における強制移住政策
クリミア・タタール人、チェチェン人、イングーシ人（北コーカサスの同系民族）、バルカル人、カラチャイ人と同様に、ソ連政府による農業集団化の強制に反対した。

#### チェチェン人・イングーシ人
1944年2月23-24日に、スターリン政権は、チェチェン人とイングーシ人を強制移住させた。多くが死亡した。

#### クリミア・タタール人
チェチェン人とイングーシ人の強制移住の後の1944年5月に、スターリンはクリミア・タタール人に対独協力の嫌疑をかけ、約19万人のクリミア・タタール人が中央アジアやウラル、シベリアに強制移住を余儀なくされ、そのうち7万人から9万人が死亡した。

#### 朝鮮人
1920年代から1930年代にかけてソ連では朝鮮人移民が問題視され、1926年1月には「中国人と朝鮮人のソ連領への流入を阻止するため、あらゆる可能な措置をとる」ことを外務人民委員が決定し、1930年12月28日には極東地方執行委員会が、朝鮮人への土地の賃貸を完全停止し、また朝鮮人労働者の雇用を禁止した。さらに1937年8月21日にソ連人民委員会議・全連邦共産党中央委員会は国境地域からの朝鮮人追放と南カザフスタン州、アラル海とバルハシュ湖周辺、ウズベクへの強制移住を命じた。

### 日系人の強制収容（第二次大戦）
第二次世界大戦中、アメリカ合衆国において、12万人にも及ぶ日系人の強制収容が行われた。南米諸国からも、日系人が合衆国に送られ施設に抑留された。ロナルド・レーガン大統領が「1988年の民権法」に署名。謝罪し補償したが、対象は日系アメリカ人に限定された。1998年、ビル・クリントン大統領が、南米から合衆国に連れて来られた日系人も補償の対象にした。カナダやオーストラリアでも日系人の強制収容が行われた。

#### アメリカ合衆国の日系人強制収容所
アメリカ合衆国では、陸軍発案の大統領令9066号に基づき、合衆国西部から日系人が強制収容所へ送られた。戦時に敵国人が抑留されること自体は珍しいことではなく、日本にも400人以上の敵国民が抑留されていたが:10、強制収容所に収容された日系人の7割は市民権を持つ二世であり
、民族的出自を理由にしたこの様な取り扱いは、ドイツ系やイタリア系アメリカ人に対しては行われなかった。のちにアメリカ議会が設置した調査委員会（合衆国戦時民間人再定住・抑留に関する委員会）は、人種的偏見と戦時ヒステリーに基づくものだったと結論付けている。

#### 南米からの日系人強制送還（追放）
南北アメリカ諸国は、1939年から各国に居住する枢軸国側の国民の取り扱いについて協議を開始。最初に、戦略的要衝であるパナマの日系人が、アメリカの支援でパナマの収容所に抑留された。各国で対応し切れない敵性外国人はアメリカ合衆国に送られる事になっており、日系移民排斥ムードが高まっていたペルーを筆頭に、12カ国の日系人が合衆国へ追放された:63。彼らはいわゆる日系人社会のリーダー層であり、日本軍への協力の嫌疑をかけられ、人数は多くは無いが、米国に強制的に移送される際、パスポートの携帯を許されずあるいは途中で没収されたかの理由により、米国政府から不法移民の地位を付与され司法省移民局管轄の抑留所に監禁された。
2024年、ブラジル政府は「サントス事件」やアンシエッタ島での収監について誤りを認め、日系人に謝罪した。

### バントゥースタン（南アフリカ共和国）
バントゥースタンは、人種隔離政策（アパルトヘイト）を取る南アフリカ共和国が、黒人居住地として作った10の疑似国家である。ホームランドとも呼ばれる。南ア共和国政府は、人口の75パーセントを占める黒人を、国土の13パーセントの痩せ地に隔離し、これらを国家として独立させようとしたが、国際社会の承認は得られなかった。原住民は、部族ごとにそれぞれのバントゥースタン（ホームランド）を指定され、その市民権が与えられる代わりに、南ア共和国の市民権と政治的権利を剥奪された。これによって、黒人は豊かな都市部（白人居住地）から強制的に排除された。黒人はパス法により身分証明書の携帯を義務付けられ、自由に移動したり都市に住むことが出来なかった。バントゥースタンは、アパルトヘイトの廃止と共に1994年に消滅した。

## 自然災害等を理由とする移住

### ジャガイモ飢饉（アイルランド）
19世紀の飢饉により、大勢のアイルランド人がアメリカ大陸などに移住を余儀なくされた。

### 地球温暖化による移住
人為的な地球温暖化により激化した猛暑、干ばつ、熱帯低気圧などの災害は、世界各地で移住を増加させる要因の1つとなっている。2008年から2015年の間に、年間2600万人以上が移住を余儀なくされたと報告されている。国際難民法では地球温暖化により生じた移住者は難民とみなされていない。

## その他
- オーストラリアの連邦法や州法によって、原住民の親元から強制的に引き離され白人入植者の養子にされるか施設に入れられた混血児を「盗まれた世代」と呼ぶ。2008年に、ケビン・ラッド首相が1910年から1970年までのこの隔離政策について謝罪した[33]（ただし賠償は行われなかった[34]）。南山大学のマイケル・シーゲル教授は、児童の福祉目的で行われた時期（初期・晩期）もあるが、政策の根本理念は優生思想に基づくオーストラリア社会の白人化であったとしている[35]:73。近年になって州レベルで被害者に対して補償を行う例も出てきている[36]。隔離された児童は、10万人を超えるとも言われる[35]:69（白豪主義、盗まれた世代）。

## 脚註